# Otiorhynchus
Otiorhynchus Germar, 1822, è un genere di coleotteri curculionidi comprendente oltre 1500 specie, note con il nome comune di oziorrinchi, diffuse soprattutto nella regione Paleartica. Sia le larve che gli adulti sono fitofagi.

## Descrizione

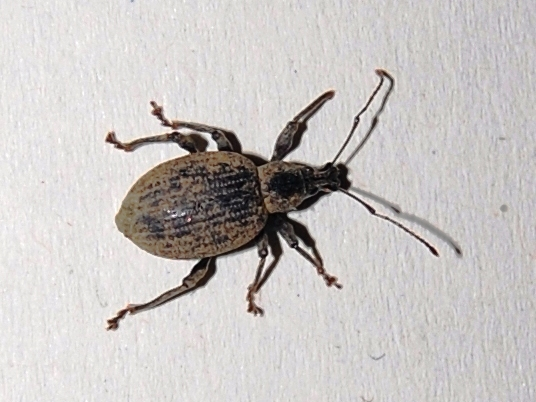
Otiorhynchus sp., adulto

L'adulto ha un capo allungato a forma di rostro, un torace di forma sferica o emisferica, e un addome di forma ovale o emisferica, appuntito o mucronato all'apice. La superficie del corpo, di solito nera o bruna opaca, può essere punteggiata o rugosa, ricoperta di pubescenza o di piccole squame chiare, che talvolta presentano riflessi metallici verdi o cuprei. La lunghezza varia da 5 a 18 mm, ma la maggior parte delle specie sono lunghe circa 1 cm.

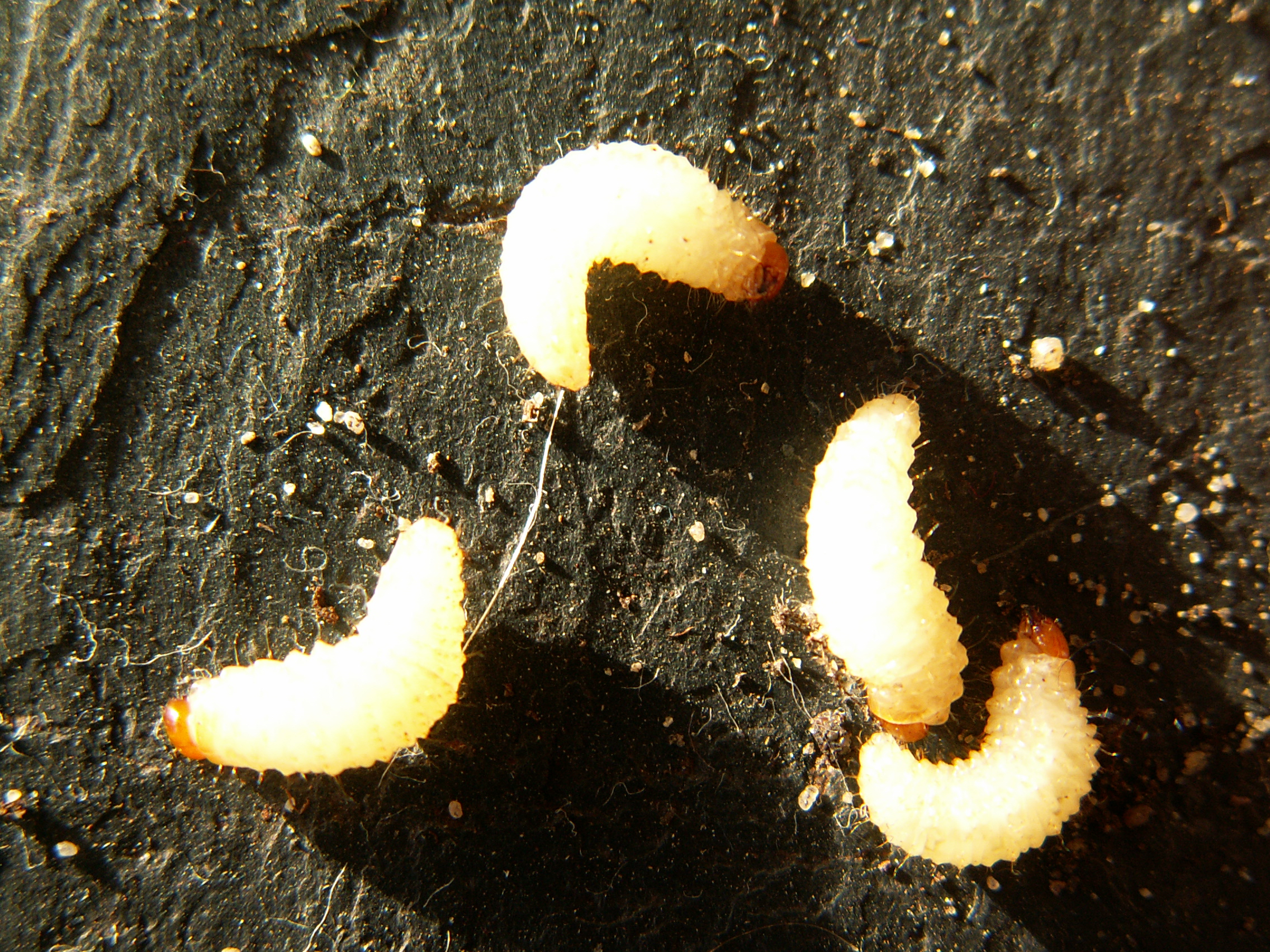
Larve di Otiorhynchus sulcatus

Le larve, lunghe all'incirca come i rispettivi adulti, presentano una tipica forma a "C", sono bianche, carnose, prive di zampe e con un capo sclerificato di colore rosso pallido.

## Biologia
Sono animali generalmente notturni. Gli adulti escono al crepuscolo dal loro rifugio sotterraneo e si arrampicano sul fusto della pianta da loro attaccata per raggiungere le foglie più giovani e cibarsene. Tornano poi sottoterra all'alba. Le larve vivono invece sottoterra e si nutrono delle radici, risultando dannose a un gran numero di piante. Le femmine della maggior parte delle specie si riproducono per partenogenesi.
La maggior parte delle specie non ha importanza economica, ma alcune possono essere dannose alla piante coltivate dall'uomo.
Gli oziorinchi compaiono prevalentemente nel periodo estivo e pre-autunnale specialmente da maggio a ottobre.

## Tassonomia

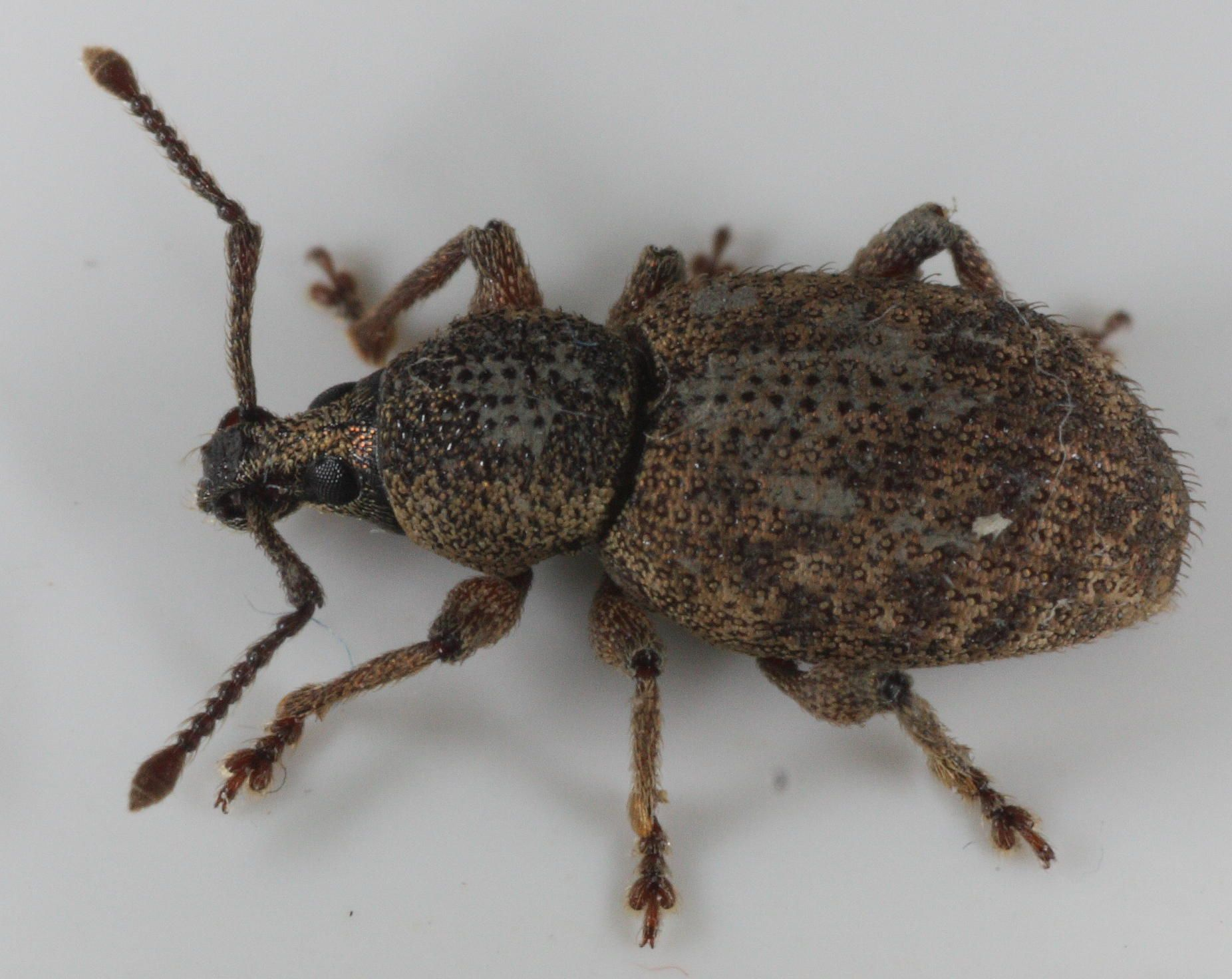
Otiorhynchus scaber

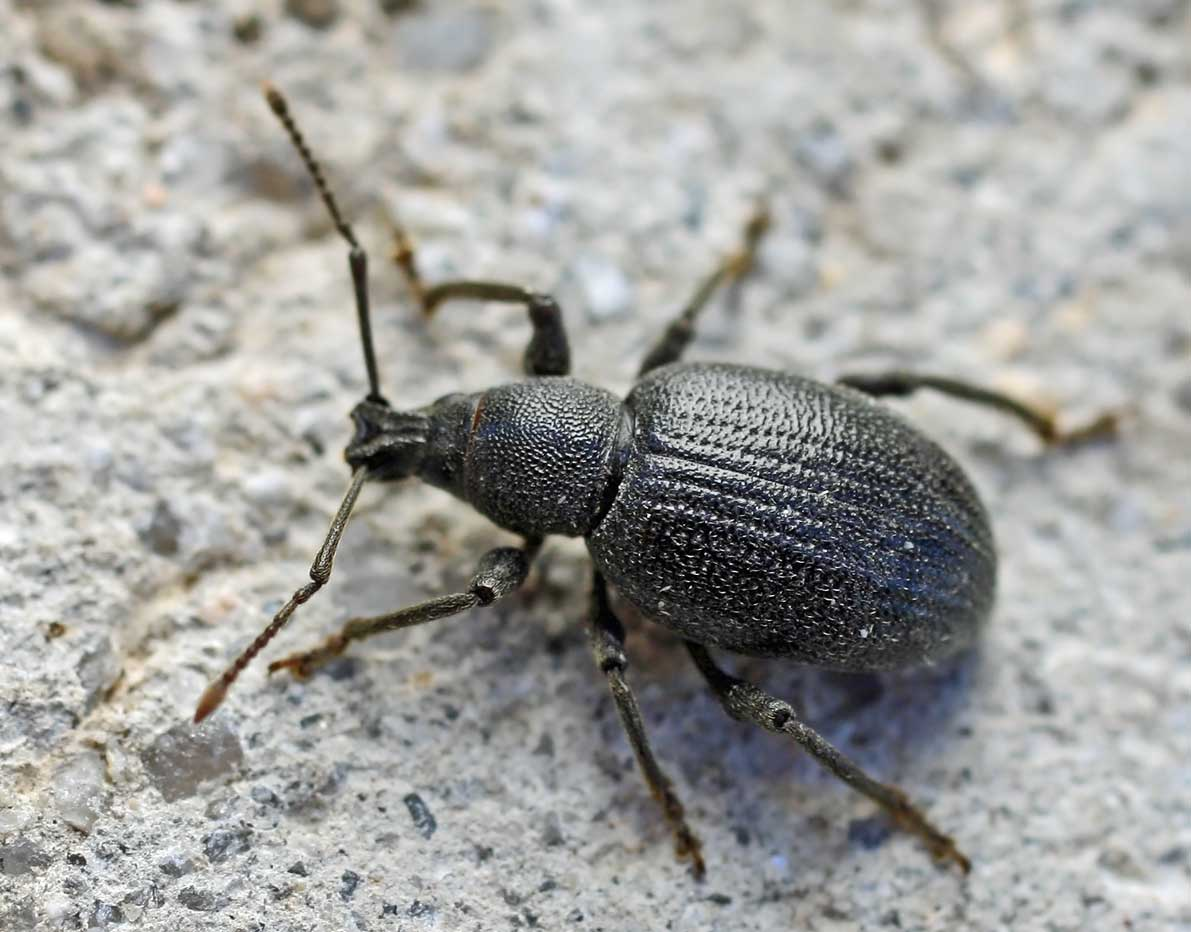
Otiorhynchus meridionalis

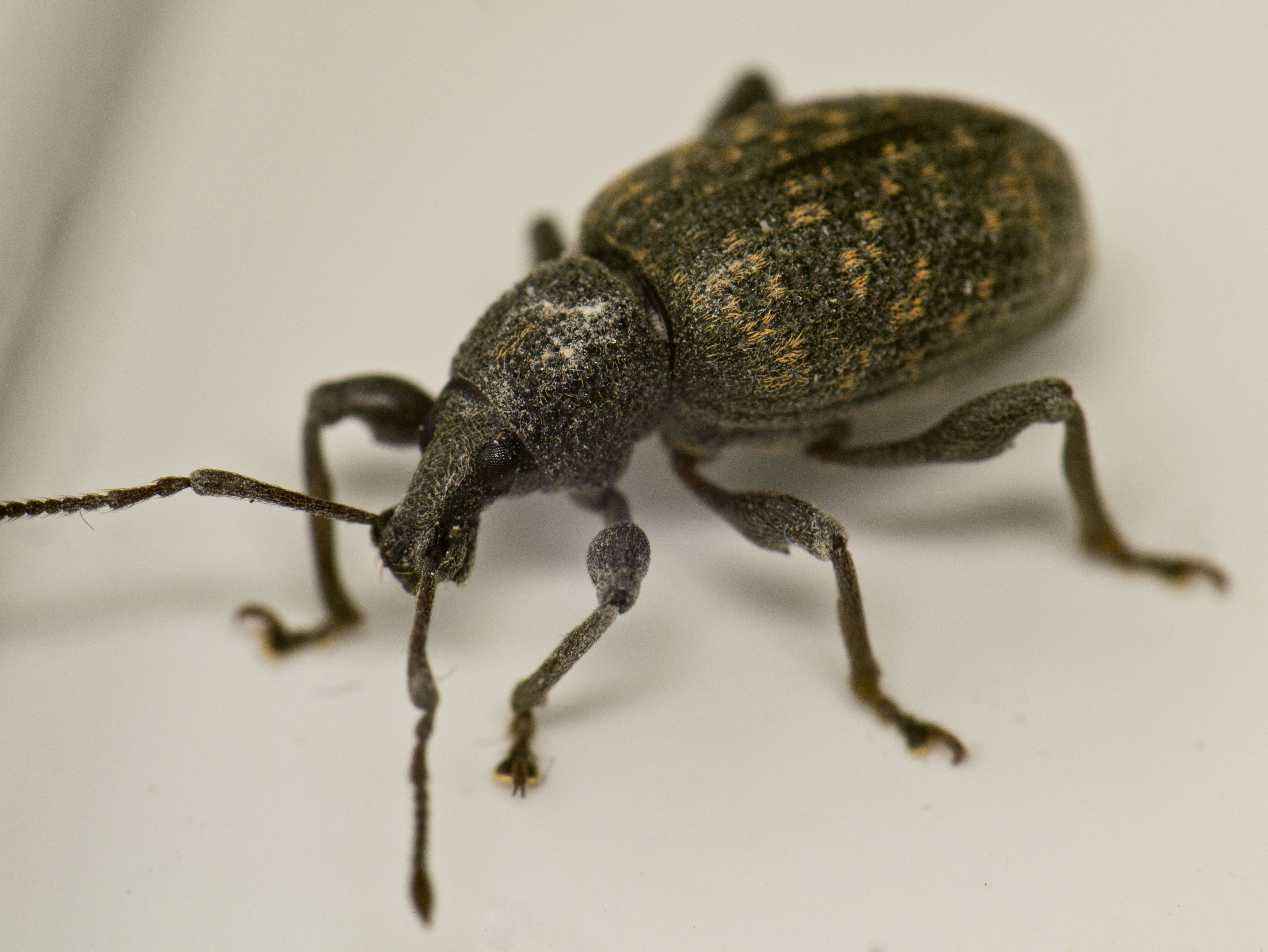
Otiorhynchus sulcatus

Sono note oltre 1.500 specie tra cui:
- Otiorhynchus arcticus (Fabricius, 1780)
- Otiorhynchus clavipes (Bonsdorff, 1785)
- Otiorhynchus cribricollis Gyllenhal, 1834 -  oziorinco dell'olivo
- Otiorhynchus desertus Rosenhauer, 1847
- Otiorhynchus dubius (Ström, 1783)
- Otiorhynchus ligneus (Olivier, 1807)
- Otiorhynchus ligustici (Linnaeus, 1758)
- Otiorhynchus meridionalis Gyllenhal, 1834
- Otiorhynchus monticola Germar, 1824
- Otiorhynchus ovatus (Linnaeus, 1758)
- Otiorhynchus porcatus (Herbst, 1795)
- Otiorhynchus raucus (Fabricius, 1776)
- Otiorhynchus rugifrons (Gyllenhal, 1813)
- Otiorhynchus rugosostriatus (Goeze, 1777)
- Otiorhynchus scaber (Linnaeus, 1758)
- Otiorhynchus singularis (Linnaeus, 1758)
- Otiorhynchus sulcatus (Fabricius, 1775) - oziorinco della vite

## Danni
Gli adulti provocano erosioni a forma di mezzaluna sui margini delle foglie, limitando la superficie che la pianta ha a disposizione per la fotosintesi e per la crescita, in quanto compromettono la chioma.
Le larve sono dannose ai tuberi, alle radici e alla base dei fusti delle piante, che scavano in profondità, talvolta provocandone la morte.